# Ascenseurs inclinés de Contes
Les ascenseurs inclinés de Contes sont deux ascenseurs inclinés de France situés à Contes, dans les Alpes-Maritimes. En deux sections, ils permettent de relier le bas du bourg au bord du Paillon au vieux village sur la colline pour un dénivelé total de soixante mètres. Construits en 2012, ils ont transporté deux millions de personnes en dix ans de fonctionnement.